# Varga Márton (tanár)
Varga Márton (Dióskál, 1767. március 20. – Nagyvenyim, 1818. április 5.) természettudós, földrajzi író, bölcseleti doktor, akadémiai tanár, a zirci apátság gazdaságának igazgatója.

## Élete
Dióskáli (Zala megye) származású; a gimnáziumot Szombathelyen és Székesfehérváron, a bölcseletet Győrött végezte; ezután Komáromban az alosztályokban tanított (ekkor 1796-ban tagja volt az Erdélyi Magyar Nyelvmívelő Társaságnak). Komáromból a nagyváradi akadémiához nevezték ki a természeti és gazdasági tudományok tanárává; innét 1809-ben a győri akadémiához helyezték át, ahol fizikát, természettant és mezőgazdaságtant tanított. Végül a zirci apátság jószágkormányzója lett Nagyvenyimben (Fejér megye).
Nagyváradi tanársága idején jelentek meg nagy, átfogó jellegű magyar nyelven írott tankönyvei: „A Gyönyörű Természet Tudománya magyarázta a Tüneményekből, és az új feltalálásokból Nemzete s az ifjúság javára Varga Márton” (két kötet). 
Egy évvel később jelenik meg „A Tsillagos égnek és a `Föld golyóbissának az ő tüneményeivel eggyüttvaló természeti előadása, `s megesmertetése” című könyve.
Az említett, háromkötetes munkájában az akkori természettudomány egésze jelenik meg, a legkorszerűbb elképzeléseit bemutatva, mindenki számára érthető magyar nyelven. Könyve Közép-Európában úttörő jelentőségű, mivel ekkoriban kevés olyan színvonalas, népszerűen megírt mű látott napvilágot, amely csak a nagyközönséghez szólt, teljesen elszakadva az iskolai oktatásmódtól. Az ilyen csillagászati ismeretterjesztő művek egyik leghíresebbje a német Johann Elert Bode műve, ami Varga Márton mintaképe lehetett, azonban több helyen új adatokkal, új gondolatokkal kiegészítette
Korabeli szakmai jelentőségén túl fontos, hogy könyvei jelentős befolyással voltak más magyar nyelvű természettudományos művek szerzőire, elsősorban Katona Mihályra, akinek jeles műveiben egyértelmű Vadas Márton közvetlen hatása.
Életéről igen keveset tudunk, nem írtak róla monográfiát, annak ellenére, hogy a későbbi tudománytörténészek, mint Szily Kálmán, Toldy Ferenc, Zemplén Jolán elismerik könyveinek tudományos színvonalát és nyelvezetének szépségét.

## Munkái
- Háláló beszéd a tudományoknak felséges Mária Theresia kir. kegyes gondviselése által Budán felállított lakó helyökre béiktatások örvendetes napjára írta Nagyajtai Cserei Lőrincz, jegyzeteivel pedig most megbővített. Komárom, 1794.
- A nagy-váradi görög egyesült megyének öröm éneke Vulkán Sámuel ő Nagyságához, midőn püspöki székébe Szent Jakab havának 11-kén pompásson bévezettetett 1807. Nagy-Várad.
- Igaz hazafi meltsgs Kis Rhédei Rhédei Lajos úrnak, midőn ns. Bihar vármegye kormányzójának 1808. kineveztetett, valóságos képét rajzoló magyar dall. Uo.
- A gyönyörű természet tudománya; magyarázta a tüneményekből és az új feltalálásokból nemzete s az ifjúság javára. Uo. 1808. Két kötet 3 tábla rajzzal.
- A tsillagos égnek és a föld golyóbissának az ő tüneménnyeivel eggyütt való természeti előadása s megesmértetése. Uo. 1809. Online
- Assertiones ex physica, historia naturali et re rustica. Uo. 1809.